# 보르도 포도주
보르도 포도주는 재배 포도의 종류뿐만 아니라 주로 재배 토양 등 모든 성장 환경(프랑스어:terroir)이 미묘하고 복합적인 맛의 차이를 영향을 끼친다. 프랑스 남서부 해안을 낀 보르도 지방의 포도농장들은 적포도주, 백포도주와 적포도주 제조에 쓰이는 포도의 품종으로 장밋빛 포도주도 생산한다.
양조에 쓰이는 포도의 종류는 다음과 같다.
- 카베르네 소비뇽(Cabernet-sauvignon), 메를로(merlot)가 적포도주의 제조에 쓰이고, 카베르네 프랑(Cabernet-franc), 프티 베르도(petit verdot), 말벡(malbec), 까르메네르(carménère)가 첨가된다.
- 소비니옹(Sauvignon), 세미이옹(sémillon), 뮈스가델(muscadelle)이 백포도주 양조에 쓰이고

위니 브랑(ugni blanc), 콜롱바르(colombard), 메를로 블랑(merlot blanc)이 첨가된다.

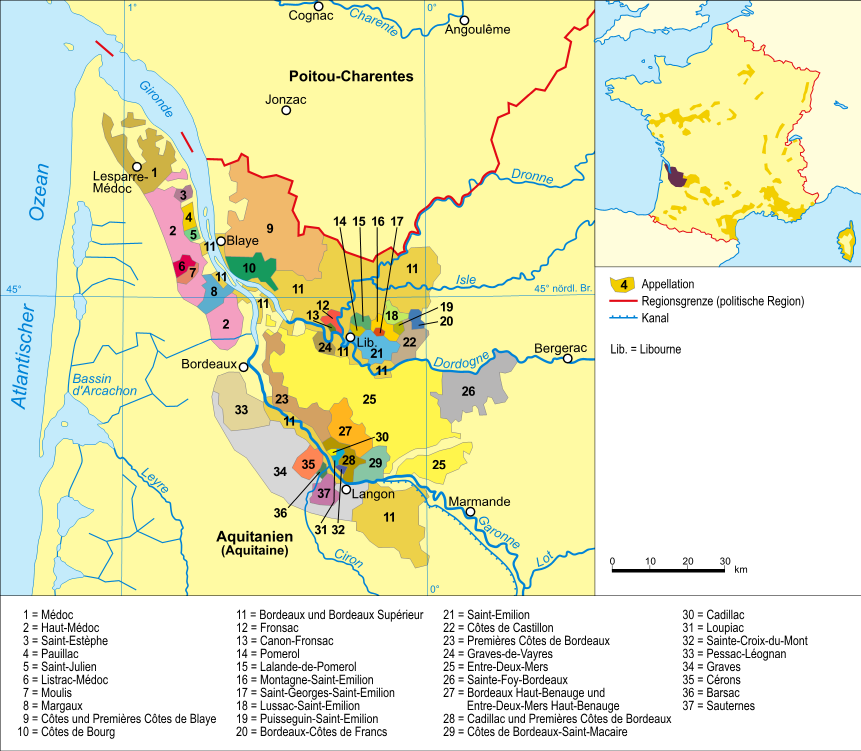
보르도의 포도산지- 1~8 메독(Medoc) 주요지역,9 블라예, 10 부르 21 생떼에밀리옹(Saint-Emilion)지역, 33~37 그라브(Graves)지역 등

## 역사

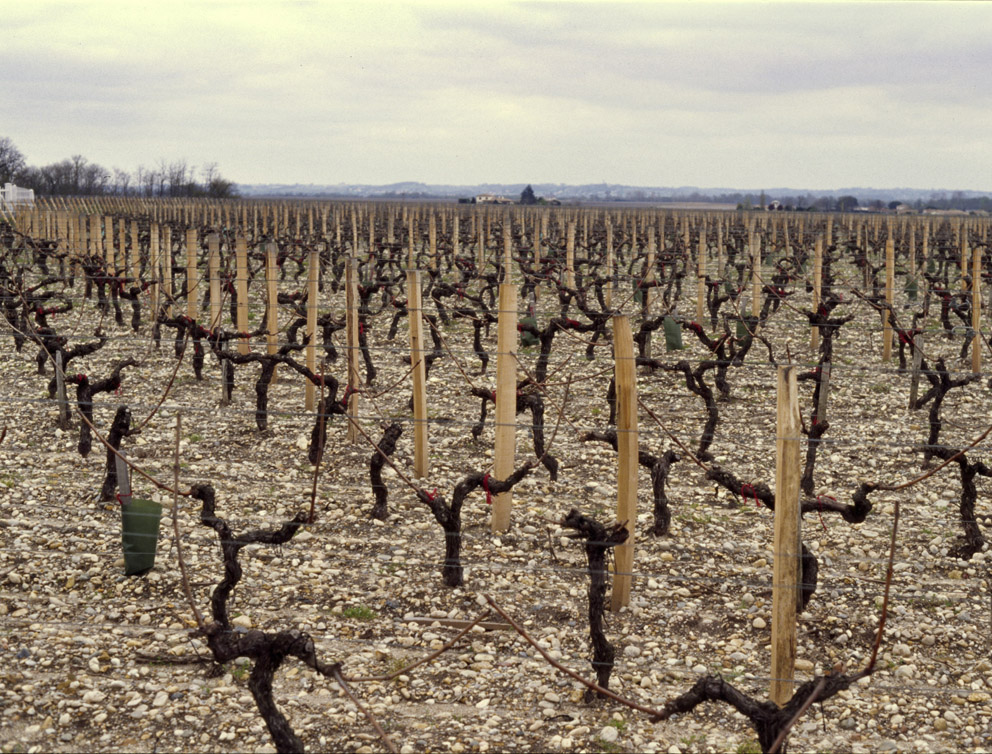
물리스(Moulis)지역의 포도밭

포도는 보르도지역에 고대시대부터 나타났다. 부르디갈라 (Burdigala, 보르도의 옛지명)의 유력자들은 나르본지방과 이태리지방의 포도주 가격이 오르면서 지역에 포도밭을 만들기로 결정했을 것이다.
12세기부터 아키텐은 앙주공작과 영국왕인 헨리 2세와 알리에노르 다키텐의 결혼으로 영국의 공작령이 되었다. 포도주에 관련된 상업은 그라브(Graves)지역부터 발달하기 시작했다.
13세기, 프랑스 국왕이 보르도 포도주의 수출항인 라로셸을 손에 넣음으로써 보르도는 포도주를 수출하는 항구가 되었다. 영국 국왕은 보르도 업자들에게 관세 특혜를 주었다. 이 사건은 포도 산업의 확장을 야기시켰다. 이 시기 포도주는 포도주스와 백도포주스의 혼합으로 얻어졌고 밝은 빛깔을 띠었다. 오늘날의 로제 포도주와 비슷했고 클라레(Claret)라는 이름으로 불렸다.
이후 16세기가 되어서야 오늘날의 같은 포도주들이 수주되었다.
17세기부터, 네덜란드의 사업가들의 도착은 마케팅 방법을 변화시켰다. 사실 네덜란드 상인들은 유럽에 지금까지 초콜릿, 커피, 차와 알콜 음료인 맥주 진과 같은 음료들을 퍼뜨렸다. 또한 네덜란드인들은 그들의 입맛에 맞는 달콤한 백포도주 그리고 (오늘날과 같은) 적포도주의 생산을 장려했다. 이 새로운 음료는 옛포도주, 즉 가스코뉴 지역의 클라레(Claret)와 큰 경쟁을 벌였다.
퐁타크 (Pontac)가문은 포도주 생산에 있어 새로운 방식을 선택했는데, 포도밭을 개발하고, 포도는 잘 손질하고, 무엇보다도 현재의 방식처럼 오크통에 보관해 길게 쌓아늘어 놓았다는 점이었다. 퐁타크 가문은 런던에 소유한 식당을 이용하면서 가문에 만든 포도주를 영국에 알렸다. 이들의 포도주는 가스코뉴의 클라레보다 비싸게 팔려나가기 시작했다.
그러자 다른 보르도 포도주업자들도 모방을 시작했으며, 이들 사업 역시 결실을 얻었고 새로운 지역으로 포도밭이 퍼져나갔다. 이번에는 메도크와 소테른 지역에서 포도주 산업이 시작되었다. 이 시기에 유명한 메도크 포도주 생산업체들이 생겨났다.
이후 제2제정 시대가 되면서 유명한 생테밀리옹(Saint-Émilion), 프롱사크(Fronsac), 폼롤(Pomerol) 지역의 유명 적포도주들이 최고의 포도주 반열에 오른다.

## AOC 분류

메도크와 소테른를 포함하는 그라브 지역의 포도산지

보르도의 포도주를 재배하는 지역들은 가론강과 지롱드강을 마주하며 나뉜다.

### 일반적인 AOC
아래의 AOC들은 보르도 전 지역에서 생산된 포도주에 표기할 수 있다.
- 보르도 AOC (Bordeaux AOC)
- 보르도 쉬페리외 (Bordeaux supérieur)
- 보르도 클레레 (Bordeaux clairet)
- 보르도 로제 (Bordeaux rosé)
- 보르도 블랑 (Bordeaux blanc)

### 메도크
메도크 지역 (Médoc)의 포도밭들은 가론 강 좌안 북부의 생비비앙드메도크 (Saint-Vivien-de-Médoc)에서부터 보르도 남부 지역까지 차지한다.
메도크 북부 (Bas Médoc) 지역은 하나의 AOC만 갖고 있다.
- 메도크 (Médoc AOC)

메도크 남부 (Haut Médoc) 지역은 다음과 같은 AOC들을 소유한다.
- 생에스테프 (Saint-Estèphe AOC)

유명와인 : 샤토 코 데스투르넬 (chateau cos d'estournel), 샤토 몽트로즈 (chateau montrose), 샤토 칼롱 세귀 (chateau calon segur)
- 포이야크 (Pauillac AOC)

유명와인 : 샤토 무통 로쉴드 (1등급), 샤토 라피트 로쉴드 (1등급), 샤토 라투르 (1등급)
- 생줄리앙 (Saint-Julien AOC)

유명와인 : 샤토 레오빌 카제 (Chateau leoville cases), 샤토 레오빌 바르통 (chateau leoville barton), 샤토 뒤크뤼 보카이유 (chateau ducru beaucaillou), 샤토 레오빌 포이페르 (chateau leoville poyferre), 샤토 탈보 (chateau talbot)
- 리스트라크메도크 (Listrac-Médoc AOC)
- 물리장메도크 (Moulis-en-Médoc AOC)
- 마르고 (Margaux AOC)

유명와인 : 샤토 마르고, 샤토 팔메르 (chateau palmer), 샤토 클라콩브 (chateau clascombes)
- 오트메도크 (Haut-Médoc AOC)

유명와인 : 샤토 오마르뷔제

### 그라브
그라브 지역 (Graves)은 보르도 남부, 가론 강 좌안에 길게 위치하고 다음과 같은 AOC로 이뤄져 있다.
- 페사크레오냥 (Pessac-Léognan AOC)은 보르도 외곽 지역근처에 위치한다.

유명와인 : 샤토 오브리옹 (Chateau haut-brion, 1등급), 샤토 라 미시옹 오브리옹 (chateau la mission haut-brion), 샤토 파프 클르망 (chateau pape clement), 샤토 오브리앙 블랑 (chateau haut-brion blanc, 백)
- 세롱 (Cérons AOC)은 그라브 지역 남부에 위치한 작은 지역이다.

유명와인 : 샤토 갈랑 세롱 (Chateau gallant cerons, 백)
- 그라브 (Graves AOC) 와 그라브 쉬페리외르 (Graves supérieurs AOC)는 나머지 그라브 지역에 사용한다.

### 소테른
그라브(Graves)지역중 하나인 소테른 지역 (Sauternes)은 두가지 달콤한 백포도주 (vin blanc liquoreux) AOC로 이뤄졌다.
- 바르사크 (Barsac AOC)
- 소테른 (Sauternes AOC)

### 블라예와 부르그
블라유에부르 (Blaye et Bourg,Blaye와 Bourg) 지역은 블라유(Blaye)  지역과 코트 드 부르(Cote de Bourg) 지역으로 나뉘며, 총 4개의 AOC가 등록되어 있다. 블라유 (Blaye) 지역은 다음과 같은 AOC가 속한다.
- 블라유 (Blaye AOC)
- 코트드블라유 (Côtes-de-Blaye AOC)
- 프르미에르코트드블라유 (Premières-côtes-de-Blaye AOC)

코트드부르 (Côtes-de-bourg) 지역은 다음과 같은 AOC가 속한다.
- 코트드부르 (Côtes-de-bourg AOC)

### 생테밀리옹-폼롤-프롱사크
생테밀리옹-폼롤-프롱사크 (Saint-Émilion - Pomerol - Fronsac)는 셍테밀리옹, 몽타뉴생테밀리옹, 폼롤, 프롱사크 등의 지역을 모두 포괄해서 붙여진 지명이다.
생테밀리옹 (Saint-Émilion)
- 생테밀리옹 (Saint-Émilion AOC)과 생테밀리옹 그랑 크뤼 (Saint-Émilion Grand Cru AOC)

유명와인 : 샤토 슈발 블랑 (Chateau cheval blanc), 샤토 앙줄뤼 (chateau angelus), 샤토 파비 (chateau pavie), 샤토 오존 (chateau ausone), 샤토 피작 chateau figeac, 샤토 몽부스케 (chateau monbousquet), 샤토 르 테르트르 로트뵈프 (chateau le tertre roteboeuf)
- 몽타뉴생테밀리옹 (Montagne-Saint-Émilion AOC)
- 생조르주생테밀리옹 (Saint-Georges-Saint-Émilion AOC)
- 뤼사크생테밀리옹 (Lussac-Saint-Émilion AOC)
- 퓌스겡생테밀리옹 (Puisseguin-Saint-Émilion AOC)

폼롤 (Pomerol)
- 폼롤 (Pomerol AOC)

유명와인 : 페트뤼 (petrus), 르팽 (le pin), 샤토 비외 샤토 세르탕 (chateau Vieux Chateau Certan), 샤토 라플뢰르 (Chateau Lafleur)
- 라랑드드폼롤 (Lalande-de-Pomerol, AOC)

프롱사크 (Fronsac)
- 카농프롱사크 (Canon-fronsac, AOC)
- 프롱사크 (Fronsac, AOC)

그 외
- 코트드카스티용 (Côtes-de-Castillon AOC)
- 보르도-코트드프랑 (Bordeaux - Côtes-de-Franc AOC)

### 랑트르되메르 (L'Entre-Deux-Mers)
- 앙트르되메르 (Entre-Deux-Mers)
- 그라브드베르 (Graves-de-Vayres)
- 프르미에르코트드보르도 (Premières-côtes-de-Bordeaux)
- 카디야크 (Cadillac)
- 루피아크 (Loupiac)
- 생트크루아뒤몽 (Sainte-Croix-du-Mont)
- 오트베노주 (Haut-Benauge)
- 코트드보르도생마세르 (Côtes-de-Bordeaux-Saint-Macaire)
- 생트포이보르도 (Sainte-Foy-Bordeaux)

## 보르도 지역의 포도주 등급

### 1855년 공식 보르도 포도주 분류법
1855년 파리 세계박람회를 계기로, 보르도상공회의소는 포도주 중개인 조합에 포도주의 등급을 분류하는 분류시스템을 만들것을 요구했다.
중개인조합은 유명한 1855년 공식 보르도 포도주 분류법을 제안했다. 그 분류법은 메독지역의 포도주만 포함하고 타지역의 포도주는 그라브 지역의 샤토 오브리옹 (château Haut-Brion) 한개를 포함한다. 이 리스트들은 소테른 지역과 바르삭 지역에서 나온 백포도주들도 포함한다.
이 등급은 지금까지 딱 한번의 중대한 변화가 있었다. 1973년 6월 21일, 르 샤토 무통-로드차일드 (le Château Mouton-Rothschild)가 1등급 그랑크뤼로 올라갔다. 동일한 시기에 1등급 크뤼들이 알파벳 순으로 배열되었다.

### 메독지역의 크뤼 부르주와 공식 등급
1932년부터, 크뤼 부르주와라고 불리던 메독과 북쪽 메독(Haut-Médoc)지역의 포도주들을 위한 비공식 분류시스템이 존재했었다. 여기에는 444개의 1855년 분률법에 올라있던 포도주들보다 덜 유명한 포도주가 등재되었다.
2003년, 보르도상공회의소와 지롱드 농업조합의 감시아래 한명의 심사가 매 12년에 한번씩 갱신가능한 메독지역의 크뤼 부르주와 공식 등급이 완성되었다.

### 그라브 지역 포도주의 등급
18555년 분류법은 그라브(Graves) 지역의 포도주는 포함하지 않는다.(château Haut-Brion는 예외)
포도주 조합과 INAO는 1959년 2월 16일 장관령으로 공식화된 그라브 지역의 포도주들의 분류법을 완성하였다. 이 분류법에는 백포도주, 적포도주들이 포함된다.
| 이름                          | 종류                | 지역              |
| Château Bouscaut              | 적포도주와 백포도주 | Cadaujac          |
| Château Carbonnieux           | 적포도주와 백포도주 | Léognan           |
| Domaine de Chevalier          | 적포도주와 백포도주 | Léognan           |
| Château Couhins               | 백포도주            | Villenave d'Ornon |
| Château Couhins-Lurton        | 백포도주            | Villenave d'Ornon |
| Château de Fieuzal            | 적포도주            | Léognan           |
| Château Haut-Bailly           | 적포도주            | Léognan           |
| Château Haut-Brion            | 적포도주            | Pessac            |
| Château Laville Haut-Brion    | 백포도주            | Talence           |
| Château Latour-Martillac      | 적포도주와 백포도주 | Martillac         |
| Château Malartic-Lagravière   | 적포도주와 백포도주 | Léognan           |
| Château la Mission Haut-Brion | 적포도주            | Talence           |
| Château Olivier               | 적포도주와 백포도주 | Léognan           |
| Château Pape Clément          | 적포도주            | Pessac            |
| Château Smith Haut Lafitte    | 적포도주            | Martillac         |
| Château la Tour Haut-Brion    | 적포도주            | Talence           |

### 생테밀레옹 지역의 분류법

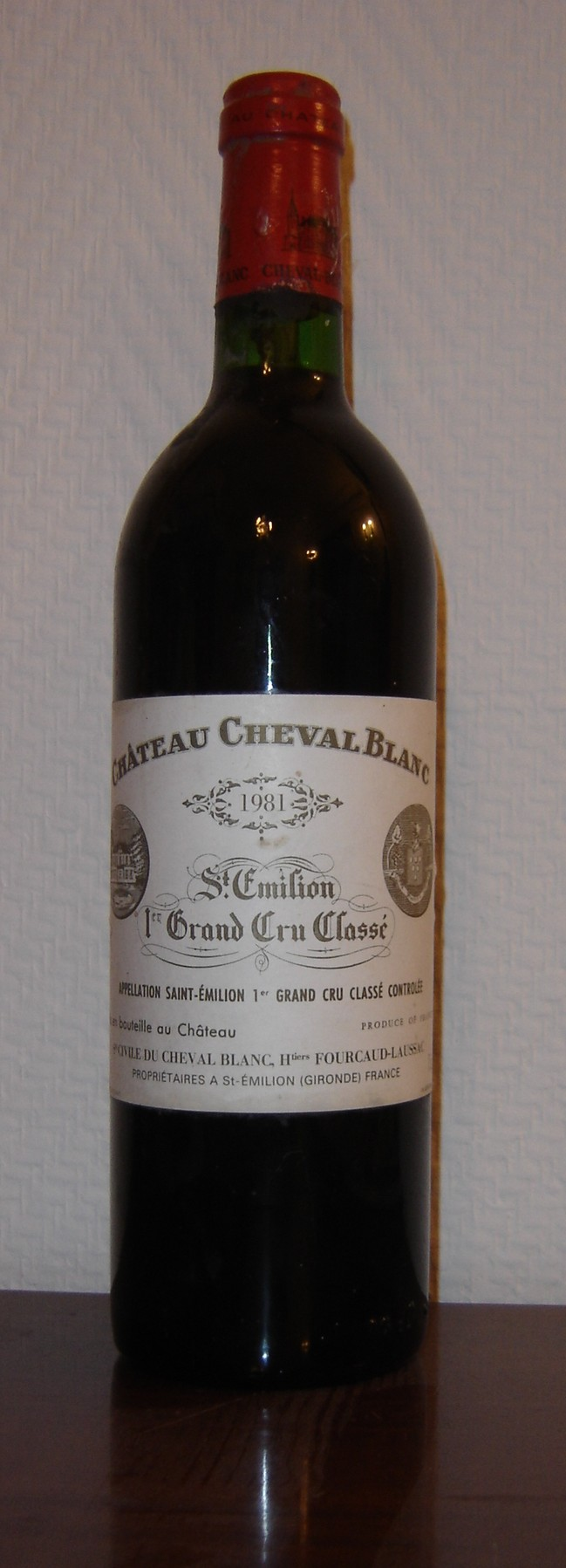
쌩떼밀레옹 1등급 그랑 크뤼 A인 Château Cheval Blanc

생떼밀리옹(Saint-Émilion) 지역의 유명 포도주들은 1855년 공식분류법에 단 하나도 등재하지 못했다. 그래서 이지역 포도주 조합은 그들만의 매 10년 단위로 갱신가능한 등급을 만들었다. 하지만 행정적인 절차때문에 갱주기는 항상 늘어났다. 처음의 등급은 1954년 만들어졌고 마지막 등급은 2006년 만들어졌다. 생테밀레옹의 분류법에서는 12개의 1등급 그랑 크뤼(프랑스어:premier grand cru)와 62개의 그랑 크뤼(프랑스어:grand cru classé)를 찾아볼 수 있다.

#### 1등급 그랑 크뤼 A
- Château Ausone
- Château Cheval Blanc

#### 1등급 그랑 크뤼 B
- Château Angélus
- Château Beau-Séjour Bécot
- Château Beauséjour (Duffau-Lagarrosse)
- Château Belair
- Château Canon
- Château Figeac
- Château La Gaffelière
- Château Magdelaine
- Château Pavie
- Château Pavie-Macquin
- Château Troplong-Mondot
- Château Trottevieille
- Clos Fourtet

#### 그랑 크뤼
- Château Balestard-La-Tonnelle
- Château Bellefont-Belcier
- Château Bergat
- Château Berliquet
- Château Cadet-Piola
- Château Canon-La-Gaffelière
- Château Cap de Mourlin
- Château Chauvin
- Château Clos des Jacobins
- Château Corbin
- Château Corbin-Michotte
- Château Dassault
- Château Destieux
- Château Fleur-Cardinale
- Château Fonplégade
- Château Fonroque
- Château Franc Mayne
- Château Grand Corbin
- Château Grand Corbin-Despagne
- Château Grand-Mayne
- Château Grand-Pontet
- Château Haut-Corbin
- Château Haut Sarpe
- Château L’Arrosée
- Château La Clotte
- Château La Couspaude
- Château La Dominique
- Château La Serre
- Château La Tour-Figeac
- Château Laniote
- Château Larcis-Ducasse
- Château Larmande
- Château Laroque
- Château Laroze
- Château Le Prieuré
- Château Les Grandes Murailles
- Château Matras
- Château Monbousquet
- Château Moulin du Cadet
- Château Pavie-Decesse
- Château Ripeau
- Château Saint-Georges-Côte-Pavie
- Château Soutard
- Clos de l'Oratoire
- Clos Saint-Martin
- Couvent des Jacobins

## 같이 보기
- 프랑스 포도주
- 프랑스의 와이너리
- 부르고뉴 포도주
- 꼬냑
- 샴페인